# Waldorfschule

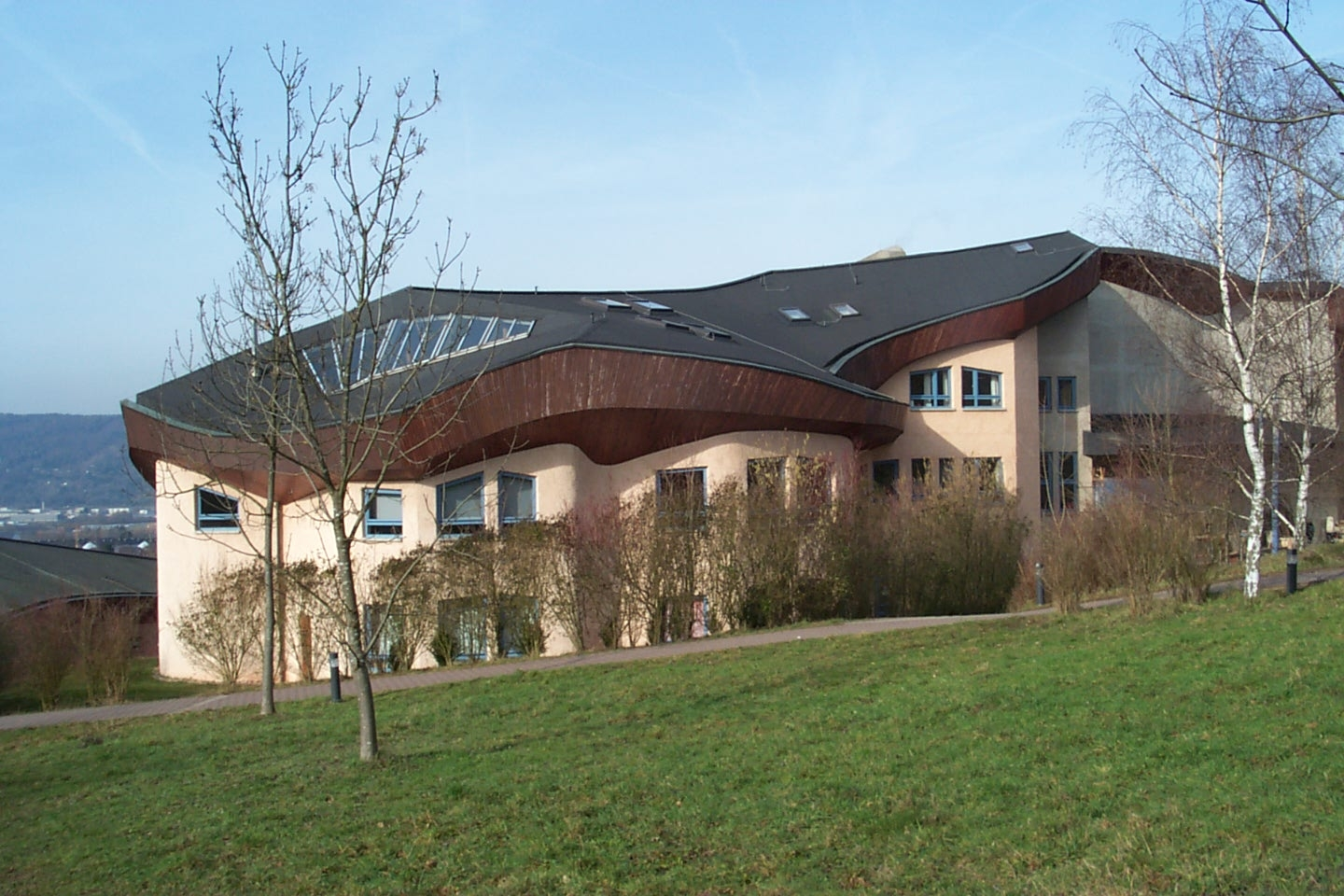
Die anthroposophische Architektur ist Grundlage vieler Waldorfschulbauten.
Im Bild: Waldorfschule Trier

Eine Waldorfschule (auch: Rudolf-Steiner-Schule und in Deutschland Freie Waldorfschule) ist eine Schule, an der nach der von Rudolf Steiner (1861–1925) begründeten Waldorfpädagogik unterrichtet wird. Die Waldorfpädagogik beruht auf der anthroposophischen Menschenkunde von Rudolf Steiner. In Deutschland sind Waldorfschulen staatlich genehmigte oder staatlich anerkannte Ersatzschulen in freier Trägerschaft. Seit der zweiten Hälfte des 20. Jahrhunderts werden Waldorfschulen auch in anderen Ländern aufgebaut.
Nach Angaben des Bundes der Freien Waldorfschulen mit Stand vom Mai 2020 gibt es weltweit 1214 Waldorfschulen. Die meisten von ihnen befinden sich in Deutschland (252), gefolgt von den USA (123) und den Niederlanden (115). In der Schweiz gibt es 28 (Stand 2025), in Österreich 21 und in Norwegen 34 Waldorfschulen. Die meisten Waldorfschulen im Verhältnis zur Einwohnerzahl sind in Estland (10). Nach dem Ende der Sowjetunion entstanden in Russland 20 Waldorfschulen.

## Geschichte

### Gründung und Wachstum bis 1933

Namensgeber der Waldorfschule war eine Stuttgarter Zigarettenfabrik.

Die Waldorfschule entstand in der Umbruchssituation nach dem Ersten Weltkrieg in Deutschland im Zusammenhang mit der ebenfalls aus der Anthroposophie heraus entwickelten Dreigliederungsbewegung. Rudolf Steiner hatte bereits 1906 bis 1911 öffentliche Vorträge über Erziehung und Schulfragen sowie 1907 eine Schrift über die Erziehung des Kindes veröffentlicht. Diese Gedanken führten letztlich zur Gründung der Waldorfschule und zur Begründung der Waldorfpädagogik.
Ausgangspunkt der am 7. September 1919 in Stuttgart vollzogenen Schulgründung war die Bitte Emil Molts, Kommerzienrat und Direktor der Waldorf-Astoria-Zigarettenfabrik, an Steiner, eine Schule für die Kinder der bei ihm beschäftigten Arbeiter pädagogisch zu betreuen. Steiner übernahm die Ausbildung und Beratung des Lehrerkollegiums und war bis zu seinem Tod 1925 Spiritus rector der Schule. Die Astoria-Betriebsschule auf der Stuttgarter Uhlandshöhe, Modell für alle späteren Waldorfschulen, unterrichtete von Anfang an koedukativ und war schulgeschichtlich die erste Einheits- bzw. Gesamtschule Deutschlands. Von der Zigarettenfabrik erhielt die pädagogische Bewegung ihren Namen.
In den folgenden Jahren wurden weitere Waldorfschulen und -kindergärten in Deutschland und im Ausland begründet. 1921 wurde in Dornach nahe Basel die erste Schule (als Internat) außerhalb von Deutschland gegründet, die Friedwartschule am Goetheanum. 1922 wurde in Wandsbek die Freie Goethe-Schule gegründet, welche nach der Freien Waldorfschule Uhlandshöhe als zweitälteste noch existierende Waldorfschule Deutschlands gilt. Die erste Waldorfschule in Nordamerika wurde 1928 in New York am Central Park eröffnet. Bereits 1926 entstand der erste Kindergarten in Stuttgart. 1928 schließlich weitere Schulen unter anderen in Budapest, London und Lissabon.

### Zeit des Nationalsozialismus
Während der Zeit des Nationalsozialismus wurden im Deutschen Reich alle Waldorfschulen „allmählich erstickt“. 1934 gab es einen Kultusministeriums-Erlass, dass keine ersten Klassen mehr gebildet werden durften. 1935 wurde die Anthroposophische Gesellschaft verboten. Zu den Waldorfschulen heißt es in dem Dekret Reinhard Heydrichs (u. a. Leiter des Reichssicherheitshauptamtes): „Die auf der Pädagogik des Gründers Steiner aufgebauten und in den heute noch bestehenden anthroposophischen Schulen angewandten Unterrichtsmethoden verfolgen eine individualistische, nach dem Einzelmenschen ausgerichtete Erziehung, die nichts mit den nationalsozialistischen Erziehungsgrundsätzen gemein hat.“
1936 lösten sich sechs Schulen in Deutschland unter diesem äußeren Druck selbst auf sowie auch Schulen in Österreich, Ungarn und den Niederlanden. Die übrig gebliebenen drei Schulen in Deutschland wurden bis 1941 geschlossen. 1942 arbeiteten nur noch die Waldorfschulen in der Schweiz, Großbritannien und den USA sowie einige Kleinstschulen in Breslau, Amsterdam, Zeist, Oslo, Bergen und Buenos Aires.

### Nachkriegszeit
Im September 1945 eröffneten wieder einige deutsche Waldorfschulen und es kam bald zu Neugründungen, zunächst in überschaubarer Zahl. 1952 existierten 24 Schulen in Deutschland und 25 im restlichen Europa, außerhalb Europas waren es fünf. Ab den 1970er Jahren stiegen die Gründungen in größerem Umfang im In- und Ausland an. 1985 war die Waldorfbewegung auch in den USA und Kanada angekommen mit zusammen 65 Schulen, in Australien und Neuseeland waren es 19 Schulen. Im Wendejahr 1989 waren es schließlich 114 Schulen in Deutschland, im Rest Europas 224 und außerhalb Europas 107.
Auf dem Gebiet der ehemaligen DDR kam es erst nach dem Zusammenbruch des Sozialismus zur Gründung neuer Waldorfschulen. Kurz vor der deutschen Wiedervereinigung eröffnete am 1. September 1990 als erste die Freie Schule am Zernsee in Werder. Nach Angaben von Hartwig Schiller, dem damaligen Sprecher der Waldorfschulen, bestanden zu der Zeit bereits in mehr als 30 Orten Gründungsinitiativen.
Die Zahl der Waldorfschulen hat sich in Deutschland von 1990 bis 2018 etwa verdoppelt. In diesem Zeitraum gab es 128 Neugründungen. 1996 wurden die ersten Schulen in Asien gegründet. 2017 gab es in Deutschland 240, im Rest Europas 497 und außerhalb Europas 358 Waldorfschulen. Im Schuljahr 2018/19 gab es nach Angaben des Bundes der Freien Waldorfschulen in 39,6 % der Landkreise und kreisfreien Städte eine Waldorfschule. Die Waldorfschulbewegung ist mit etwa 1200 Schulen und über 2000 Kindergärten die größte freie Schulbewegung weltweit.

## Anspruch und theoretische Fundierung
Steiners esoterische Lehren und seine goetheanistische ganzheitlich-orientierte Wissenschaftsmethodik sollen, so seine Forderung, nicht Lehrgegenstand der Waldorfschule sein. Sie begründen aber die Sicht des Menschen in seiner Entwicklung und wirken so auf Erziehung und Methoden des Unterrichts.
Steiner will die Pädagogik nicht von „den Qualifikations-, Reproduktions- und Selektionsanforderungen einer spätindustriellen demokratischen Leistungsgesellschaft her“ (Ullrich), sondern unmittelbar aus den Erfordernissen der kindlichen Entwicklung heraus bestimmen. Seine Auffassung dieser Erfordernisse ergibt sich aus seinen anthropologischen Hypothesen. Dies sind insbesondere die Lehren von der Drei- und Viergliederung des Menschen und die Temperamentenlehre.
Die Dreigliederung des Menschen in Geist, Seele und Leib und die Einteilung der Seelenfähigkeiten in Denken, Fühlen und Wollen zieht im pädagogischen Bereich die Forderung zur gleichberechtigten Schulung von „Denken, Fühlen und Wollen“ nach sich.
Die Viergliederung des Menschen beschreibt neben dem physischen Körper drei weitere „Wesensglieder“ des Menschen, die nur übersinnlich wahrnehmbar sind. Der Ätherleib sei Träger der Wachstumskräfte, der Astralleib Träger des Seelenlebens und das Ich ein unsterblicher, geistiger Kern im Menschen. Jedes dieser Glieder verlässt zu einem bestimmten Zeitpunkt des Lebens seine übersinnliche Hülle, werde also „geboren“, wie der physische Leib geboren wird, indem er die leibliche Hülle der Gebärmutter verlässt. Diese übersinnlichen Geburten erfolgten in Abständen von sieben Jahren, weshalb die anthroposophische Anthropologie die Entwicklung des Kindes in Jahrsiebte einteilt.
Für die Schulzeit, die ungefähr die Altersspanne von 7 bis 18 Jahren umfasst, sind das zweite und das dritte Jahrsiebt maßgeblich:
- Die Geburt des Ätherleibes (Beginn des 2. Jahrsiebts) zeigt sich, so Steiner, durch den Zahnwechsel. Nachdem das Kind bislang durch „Nachahmung und Vorbild“[25] gelernt habe, lerne es nun durch „Nachfolge und Autorität“.[25] Damit einher geht eine verstärkte Ausbildung der seelischen Kräfte des Lernens, insbesondere der bildhaften Phantasie und des Gedächtnisses.
- Die Pubertät markiert die Geburt des Astralleibes (Beginn des 3. Jahrsiebts). Nun geht es um die Entfaltung der eigenen „Urteilskraft“ und „den freien Verstand“.[26] Das kausale Denken in abstrakten Begriffen prägt sich aus.

Für Waldorflehrer hält Steiner außerdem die Kenntnis der Temperamentenlehre in der von ihm entwickelten Fassung für unabdingbar. Sie teilt, wie ihre griechische Vorläuferin, die Menschen in vier Grundtypen – Sanguiniker, Phlegmatiker, Melancholiker und Choleriker – ein, wobei in der Regel Mischformen dieser Typen auftreten.

## Methodik und Didaktik
Die Umsetzung der Lehren der Anthroposophie in einer einzelnen Waldorfschule ist an die dort aktuelle Ausprägung und an die Initiative des Lehrers gebunden. Sie wird durch keine Instanz geregelt oder gewährleistet.

### Grundlegende Prinzipien

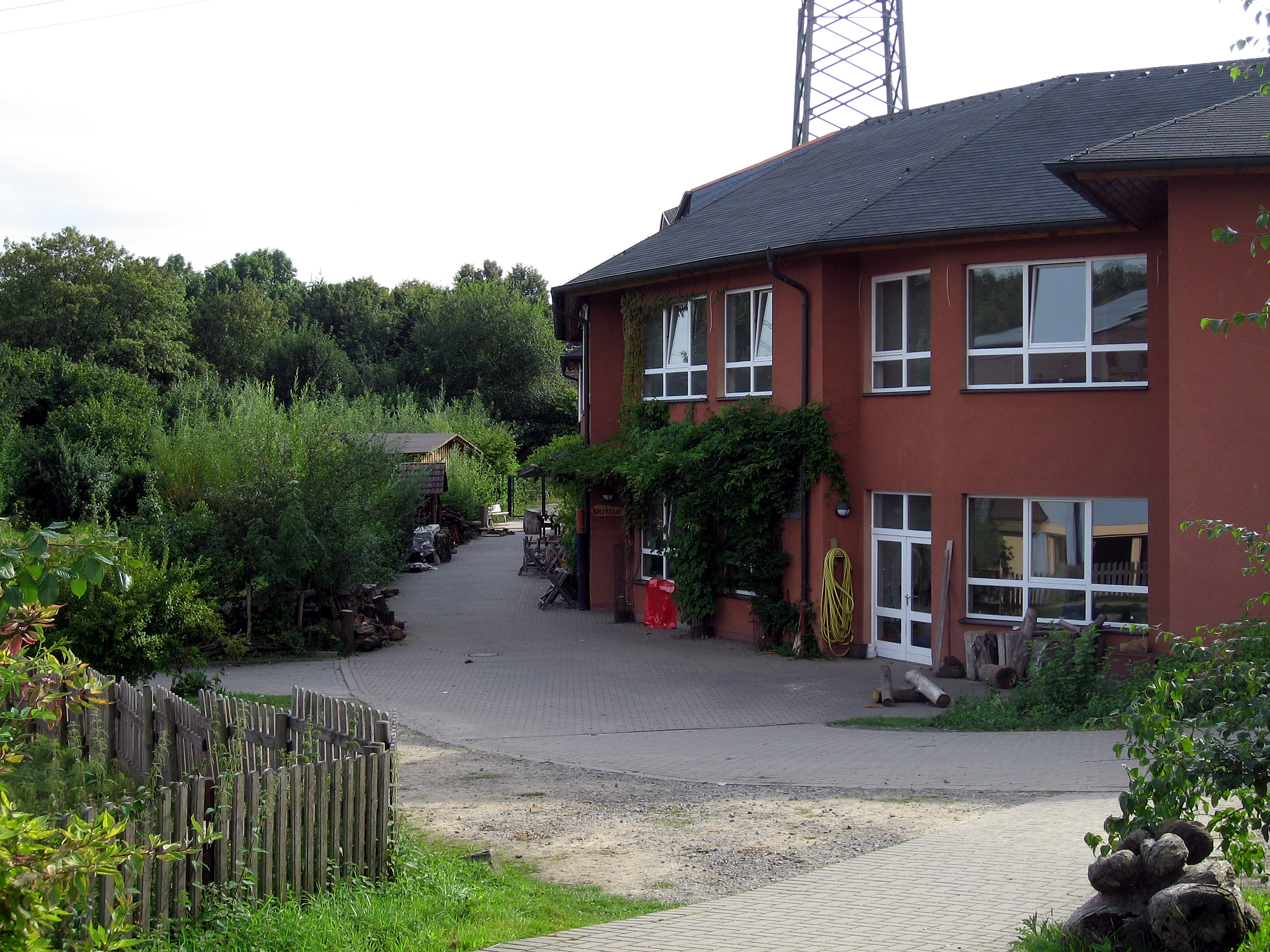
Schulwerkstätten in Dortmund

Aus Steiners anthropologischer Auffassung von der Dreigliedrigkeit des Menschen ergibt sich das Prinzip der gleichberechtigten Förderung der intellektuell-kognitiven („Denken“), der künstlerisch-kreativen („Fühlen“) und der handwerklich-praktischen („Wollen“) Fähigkeiten der Schüler. Dies führt zu einem vergleichsweise großen Angebot an handwerklich-künstlerischen Fächern gegenüber den öffentlichen Schulen, deren Konzeption von Waldorfpädagogen zumeist als einseitig intellektuell-kognitiv kritisiert wird. Des Weiteren soll aller Unterricht künstlerische Elemente enthalten. Die Erziehung selbst wird von Steiner zur Erziehungskunst erhoben.
Um Natur- und Kulturerscheinungen nicht allein kausal beschreiben zu müssen, ist für Steiner der von ihm so genannte Goetheanismus wichtig. „Es handelt sich um eine Naturanschauung, die den Gedanken des Werdens und der Entwicklung, der Metamorphose und des Eingebettetseins der Naturerscheinungen in die Umgebung betont“.
Das Prinzip der rhythmischen Gliederung oder Ritualisierung von Unterrichts-, Tages-, Wochen- und Jahresverlauf sowie die intensive Ausgestaltung des Lernumfeldes bis in eine spezifische Schulhausarchitektur hinein ergeben sich aus dem anthroposophischen Ansatz. In diesem Zusammenhang stehen auch häufige Theateraufführungen (Klassenspiel: jeweils eine Klasse studiert mit allen Schülern ein Stück ein und bringt es mehrfach zur Aufführung), Schülerkonzerte (oft von Klassenorchestern), Monatsfeiern (der Schulöffentlichkeit werden regelmäßig Arbeitsergebnisse aus dem Unterricht vorgetragen, mehrmals im Schuljahr ist die Monatsfeier ganz öffentlich), Schulfeste, der künstlerisch-praktische Unterricht und der Gartenbau.

### Haupt- und Fachunterricht
Der Schultag an der Waldorfschule beginnt mit dem in der Regel zweistündigen Hauptunterricht. Er behandelt über 2–4 Wochen hinweg, als so genannter Epochenunterricht, ein einzelnes Fach aus den erkenntnisbetonenden Fächern Deutsch, Mathematik, Sachkunde, Kunst, Geschichte, Biologie, Geographie, Physik und Chemie. Der anschließende Fachunterricht am Vormittag und am Nachmittag beinhaltet Englisch und eine zweite Fremdsprache von der 1. Klasse an, sowie häufig eine dritte Fremdsprache ab der 5. Klasse, Sport, Musik, Orchester/Chor, Eurythmie, Religion, Klassenrat und Übstunden in Deutsch und Mathematik. Dazu kommen ab der 5. Klasse verschiedenster handwerklich-künstlerischer Unterricht, wie beispielsweise Schreinern, Hauswirtschaft, Schneidern und Gartenbau, ab höheren Klassen kommen Landwirtschaft, Schmieden, Töpfern, Feldmessen, Zeichnen, Informatik, Chemie-Experimente und z. B. Spinnen. In der 11. und 12. Klasse folgen Buchbinden und Technikunterricht. Die konkrete Ausgestaltung der Stundenpläne liegt in der Verantwortung der Schulen und weicht deshalb teilweise von dieser Auflistung ab.
Der Hauptunterricht der ersten acht Schuljahre wird von einem Klassenlehrer gehalten, der als „richtunggebende Persönlichkeit“, entsprechend dem von Steiner für das zweite Lebensjahrsiebt geforderten Prinzip der „Nachfolge und Autorität“, fungiert. Der Unterricht des Klassenlehrers soll das Gefühlsleben der Schüler ausbilden und mehr bildhaft-charakterisierend als begrifflich-systematisierend ausfallen. In fachlicher Hinsicht ist er Generalist, nicht Spezialist. Der Fachunterricht hingegen wird von Anfang an durch einzelne Fachlehrer übernommen.
Zu jeder Unterrichtsepoche führen die Schüler ein ästhetisch ausgestaltetes Epochenheft, das am Ende der Epoche unter anderem der Leistungsbeurteilung dient. Epochenhefte sind das wichtigste Hilfsmittel beim Lernen. Ihre Inhalte werden zunächst diktiert, dann gemeinsam erarbeitet und anschließend von den Schülern selbst gestaltet.
Lehrbücher sind in der Waldorfpädagogik nicht vorgesehen und kommen im Epochenunterricht deshalb selten zum Einsatz. Sie stehen, weil sie fertig aufbereitetes Wissen präsentieren, dem Prinzip einer genetisch-organischen Aneignung des Lehrstoffes entgegen. Ebenso werden elektronische Medien während der ersten Schuljahre gar nicht oder nur zurückhaltend eingesetzt.
In der Oberstufe (ab der 9. Klasse) übernehmen wechselnde Fachlehrer den Hauptunterricht. Die Person des Lehrers, der nun Spezialist sein muss, tritt gegenüber dem Stoff in den Hintergrund. Die Auseinandersetzung mit dem Unterrichtsinhalt erfolgt in verstärktem Maße begrifflich-abstrakt. In den Abitur-Jahrgängen gibt es den Hauptunterricht gar nicht mehr und alle Fächer werden wöchentlich im Stundenplan integriert.

### Lehrplan

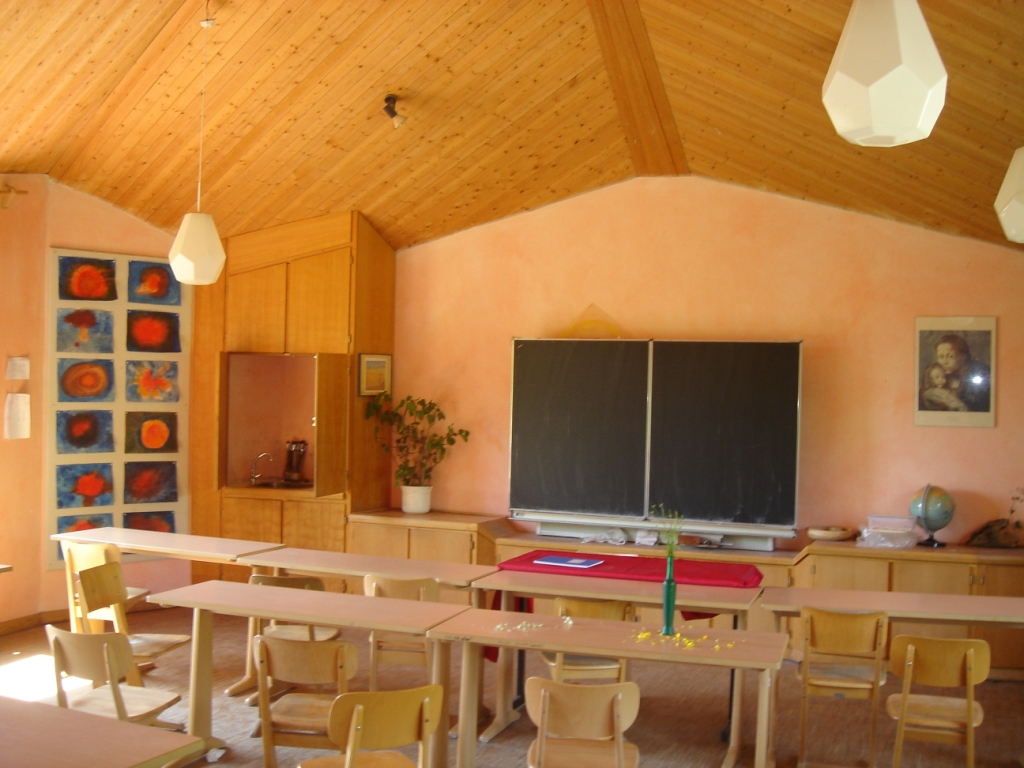
Im Innenraum dominieren Naturfarben.

Der Lehrplan der Waldorfschulen ist kein festgelegter Katalog von Zielen und Themen. Der Lehrer ist die „Repräsentation der Welt“ für das Kind. „Als Erkennender ist der Lehrer in der Lage, das jeweils Richtige an das Kind heranzutragen.“ Inhalte und Methoden werden nicht von der sachlichen Gliederung des Unterrichtsstoffes, sondern vom Entwicklungsstadium der Schüler her bestimmt. Ob Stoff und Methode als altersgemäß einzustufen sind, wird einerseits vermittels der anthroposophischen Menschenkunde beurteilt und steht in der Entscheidung des Lehrers, der „Lehrplan und Lehrziele von der menschlichen Wesenheit abliest“. Der Wegweiser ist also das Kind selbst. „Das Lesen im Wesen des Kindes ersetzt das Lesen eines Lehrplanes.“
Rudolf Steiner hat zum Abschluss des Einführungskurses für die Lehrer der ersten Waldorfschule am 6. September 1919 in drei so genannten „Lehrplanvorträgen“ erste Angaben zu den Unterrichtsinhalten der Waldorfschule gemacht. Diese Angaben ergänzte er bei seinen Teilnahmen an den Lehrerkonferenzen dieser Schule in den Jahren 1919 bis 1924. Caroline von Heydebrand hat nach Steiners Angaben einen ersten schriftlichen Lehrplan zusammengestellt, Karl Stockmeyer hat alle Äußerungen von Steiner zum Lehrplan zusammengetragen und 1955 veröffentlicht. Seit 2003 gibt es eine von Tobias Richter herausgegebene, nach Klassenstufen geordnete Sammlung von Themen, die an Waldorfschulen gelehrt werden. Dabei werden neben den Angaben Steiners auch die geänderten Anforderungen der heutigen Zeit (z. B. Informatikunterricht) einbezogen. Ehrenhard Skiera bemerkt zu Steiners Lehrplanangaben, die noch für die heutigen Waldorfschulen wesentliche Grundlage sind, dass sie eine „erstaunliche inhaltliche und methodische Kontinuität und Identität über Zeiten, Ländergrenzen und Kontinente hinweg“ sichern. Steiner äußere sich zu fast allen Unterrichtsbereichen und mache immer wieder den „Zusammenhang mit dem Ganzen“ deutlich.

### Leistungsdifferenzierung und Leistungsbeurteilung
Waldorfschulen sehen sich der ganzheitlichen Erziehung verpflichtet und vermeiden daher weitgehend eine Leistungsdifferenzierung, wie sie an Regelschulen durch die klassische Notengebung praktiziert wird. Unterschiedlich intellektuell, sozial, emotional und/oder motorisch begabte Schüler werden in einer Klasse unterrichtet. Die individuelle Förderung wird durch einen ganzheitlichen Ansatz angestrebt, eine äußere Differenzierung in verschiedene Leistungsklassen findet frühestens in der Oberstufe statt. Ein „Sitzenbleiben“ gibt es daher nicht.
Abschlussnoten werden bis zur 8. Klasse (teilweise auch länger) nicht vergeben, stattdessen wird im Schulzeugnis „eine verbale Charakteristik erstellt, die dem Schüler ein Spiegel seines Lernens und seines Charakters sowie Anreiz zum Weiterlernen sein soll“. Dadurch werden insbesondere Lernfortschritte und Leistungen gewürdigt, die durch die üblichen Schulnoten nicht adäquat zum Ausdruck gebracht werden können. Zu den Notenzeugnissen, welche auf Nachfrage an manchen Waldorfschulen auch schon früher vergeben werden, gibt es aber fortlaufend ein Textzeugnis zu jenem hinzu. Ebenfalls weit verbreitet sind Punktebewertungen bei Vokabeltests im Fremdsprachenunterricht oder bei Klausuren im Fachunterricht. Hier wird jedoch in der Regel neben der Punktezahl auch eine individuelle Beurteilung hinzugefügt. An Waldorfschulen im englischsprachigen Raum geschieht dies in den höheren Klassenstufen grundsätzlich. Werden staatlich anerkannte Abschlüsse vergeben, so werden diese als Notenzeugnisse erteilt.

### Lehrerausbildung
Waldorfschulen und andere Schulen in freier Trägerschaft haben in Deutschland das Recht, ihre Lehrkräfte selbst auszuwählen. Sie können die Ausbildung ihrer Lehrkräfte nach eigenen Maßstäben und Inhalten gestalten. Die Anforderungen an Waldorflehrer müssen nicht identisch, aber gleichwertig mit den Anforderungen an die Lehrkräfte an öffentlichen Schulen sein. Was als gleichwertig gilt, kann allerdings relativ frei ausgelegt werden. Als gleichwertig gelten daher neben einer entsprechenden Ausbildung auch „freie Leistungen“ und außeruniversitäre Ausbildungen. An zukünftige Waldorflehrer müssen nicht dieselben Inhalte vermittelt werden wie an Lehrkräfte für öffentliche Schulen.
Für die Ausbildung zum Waldorflehrer werden in Deutschland seit 2009 spezielle Bachelor- und Masterstudiengänge angeboten. Es können aber auch Weiterbildungen, berufsbegleitende Seminare, Fernstudien oder eine Praxisausbildung absolviert werden. In Österreich gibt es neben einem berufsbegleitenden Masterstudiengang auch außeruniversitäre Ausbildungen. Zulassungsvoraussetzung für den Masterstudiengang kann sowohl ein Hochschulabschluss wie auch eine mehrjährige berufliche Tätigkeit sein. Für außeruniversitäre Ausbildungen ist hingegen nur die Vollendung des 18. Lebensjahres notwendig.
Mit dem Studienjahr 2009/2010 ist die Waldorflehrerausbildung an der Freien Hochschule Stuttgart im Rahmen des Bologna-Prozesses modularisiert und in Bachelor- und Master-Studiengänge gegliedert.
Der Bachelor Waldorfpädagogik ist ein Vollzeitstudiengang. Voraussetzung ist die allgemeine oder fachgebundene Hochschulreife oder eine vergleichbare Vorbildung und/oder das Bestehen einer Eignungsprüfung. Er führt nach 3 Jahren zu einer ersten beruflichen Qualifikation.
Für den konsekutiven Masterstudiengang zum Klassen- und Fachlehrer an Waldorfschulen ist der Studiengang Bachelor Waldorfpädagogik Voraussetzung. Alternativ kann auch ein gleichwertiger Studienabschluss anerkannt werden.
Die nicht-konsekutiven Masterstudiengänge haben als Voraussetzung ein abgeschlossenes Lehramtsstudium oder ein abgeschlossenes wissenschaftliches Studium (Diplom oder Master) in einem der Unterrichtsfächer. Die nicht-konsekutiven Masterstudiengänge sind die derzeit (Stand Oktober 2009) einzigen akkreditierten Studiengänge.

## Organisatorische und rechtliche Hintergründe
Die deutschen Waldorfschulen haben sich zu einem Bund der Freien Waldorfschulen e. V. mit Sitz in Stuttgart als eingetragener Verein zusammengeschlossen. Die föderative Vereinigung lässt die Autonomie der einzelnen Waldorfschule unangetastet, nimmt aber gemeinsame Aufgaben und Interessen wahr. Korporative Mitglieder sind derzeit 208 Waldorf- und Rudolf-Steiner-Schulen sowie acht Seminare/Hochschulen für Waldorfpädagogik. Daneben gibt es rund 1.900 persönliche Mitglieder.

### Markenrechte
Die Bezeichnung Waldorfschule besitzt über die Markeneintragungen der Wortmarke Waldorf Schutz als Wortmarke. Die Wortmarke Waldorf ist vom Bund der Freien Waldorfschulen e. V. als Wortmarke für Europa (Amt der Europäischen Union für geistiges Eigentum) und weltweit (World Intellectual Property Organization) unter mehreren Eintragungsnummern eingetragen.
Als Markenrechtsinhaber hat der Bund der Freien Waldorfschulen e. V. Einfluss auf die Verwendung des „Waldorf“-Namens und kann sie gegebenenfalls untersagen. Die Berechtigung, eine Schule Waldorf zu nennen, ist an die Mitgliedschaft in dem benannten Verein gebunden.

### Konstitution

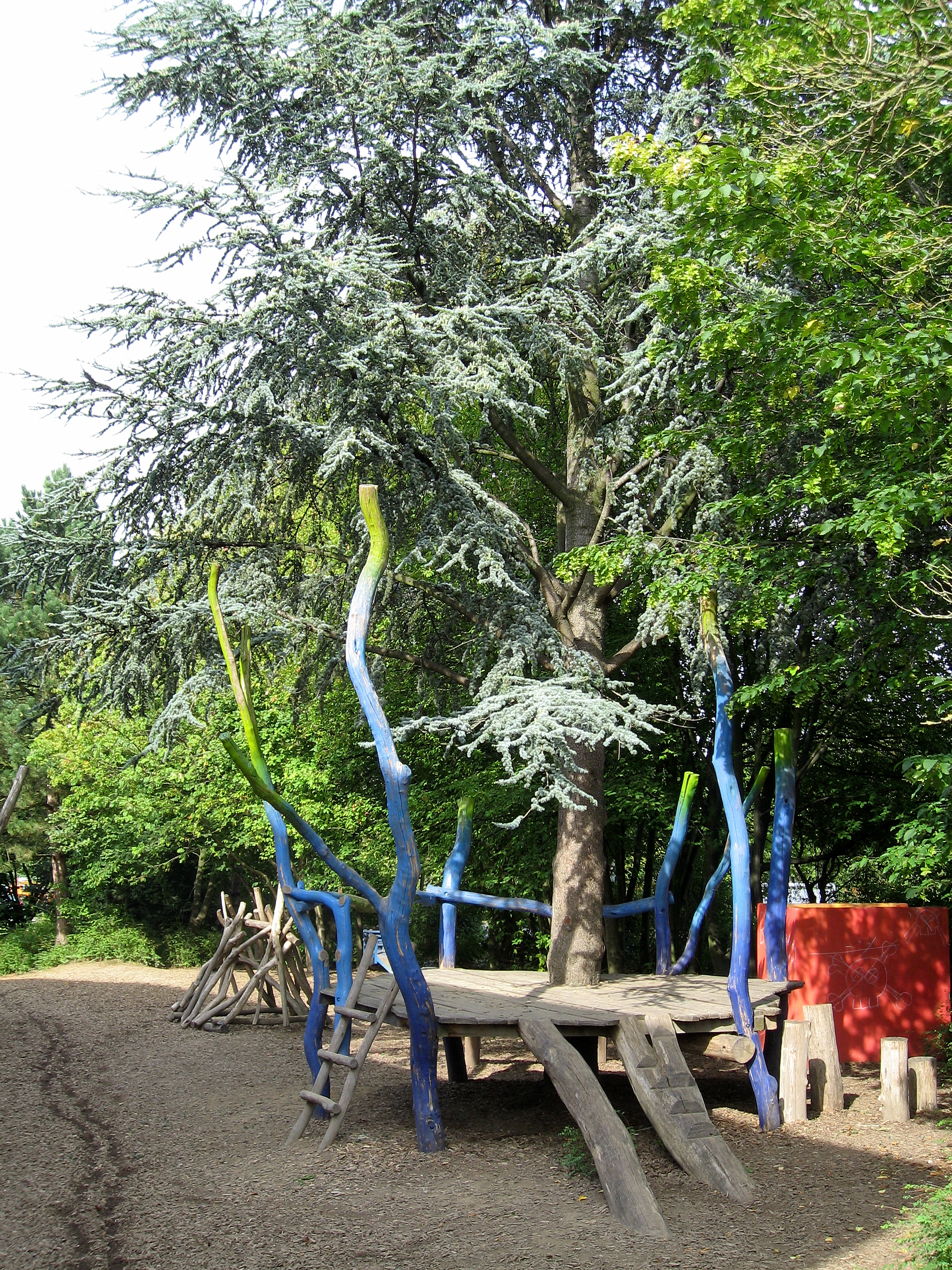
Organische Formen auf dem Spielgelände

Jede Waldorfschule ist eine autonome Organisation, welche durch kollegiale Selbstverwaltung durch Eltern und Lehrer gemeinsam, das heißt ohne eine Direktion im üblichen Sinne, geleitet wird. Pädagogische und organisatorische Entscheidungen trifft die wöchentliche Lehrerkonferenz, an der auch der Geschäftsführer und der Schularzt teilnehmen. Spezielle Arbeitsfelder werden an kleinere Personengruppen innerhalb des Kollegiums delegiert (z. B. Baukreis, Finanzkreis oder Festkreis). Wirtschaftlich verantwortlich ist der Vorstand des Trägervereins, der Aufgaben einer Geschäftsführung übertragen kann. Schulträger ist zumeist ein Verein, dessen Mitglieder Eltern und Lehrer sein können.
Die Waldorfschulen sind in Deutschland im Bund der Freien Waldorfschulen e. V. organisiert, der sich als föderativer Zusammenschluss begreift und in die Autonomie der einzelnen Schulen praktisch nicht eingreift. Als Markenrechtsinhaber hat er aber Einfluss auf die Verwendung des „Waldorf“-Namens und kann sie gegebenenfalls untersagen. Neugründungen werden nicht von zentraler Stelle aus geplant, sondern basieren auf privaten Initiativen von Eltern oder Erziehern, deren Beratung der Bund übernimmt, sowohl national als auch international.
Die Autonomie bewirkt eine starke, individuelle Profilierung der Schulen. Aussagen, die auf eine Waldorfschule zutreffen, gelten für eine andere unter Umständen nicht, weil jede Schule ihr Konzept selbst erarbeitet.
Der weltweiten Waldorfbewegung gehören eine Reihe von länderübergreifend arbeitenden Gremien mit jeweils verschiedenen Aufgabenfeldern an. Dazu gehören die Pädagogische Sektion am Goetheanum, das European Council for Steiner Waldorf Education (ECSWE) und die Internationale Assoziation für Waldorfpädagogik in Mittel-, Osteuropa und weiter östlich liegenden Ländern (IAO).

### Rechtliche Stellung in Deutschland
Das deutsche Grundgesetz garantiert das Recht, private Schulen zu betreiben (Art. 7, Abs. 4 GG). Auf dieser Basis sind Waldorfschulen im Sinne des deutschen Schulrechts je nach Bundesland staatlich genehmigte oder anerkannte allgemeinbildende Ersatzschulen in freier Trägerschaft mit besonderer pädagogischer Prägung. Die staatliche Schulaufsicht prüft lediglich ihre Gleichwertigkeit gegenüber öffentlichen Schulen, hat im Übrigen aber kein Weisungsrecht.
Die Finanzierung der Schulen erfolgt, aufgrund ihrer Genehmigung bzw. Anerkennung als Ersatzschulen, vermittels staatlicher Zuschüsse einerseits und eines einkommensabhängig von den jeweiligen Schulen festgelegten Schulgeldes andererseits. Im Jahr 2016 erklärte der Bund der Freien Waldorfschulen, dass „im Bundesdurchschnitt […] die Freien Waldorfschulen 71,97 Prozent ihrer Betriebskosten aus öffentlichen Mitteln erstattet“ bekommen. Die durchschnittlichen jährlichen Elternbeiträge für Schulgeld und Investitionen lagen im Jahre 2012 bei 2.052 Euro.

### Schulabschlüsse

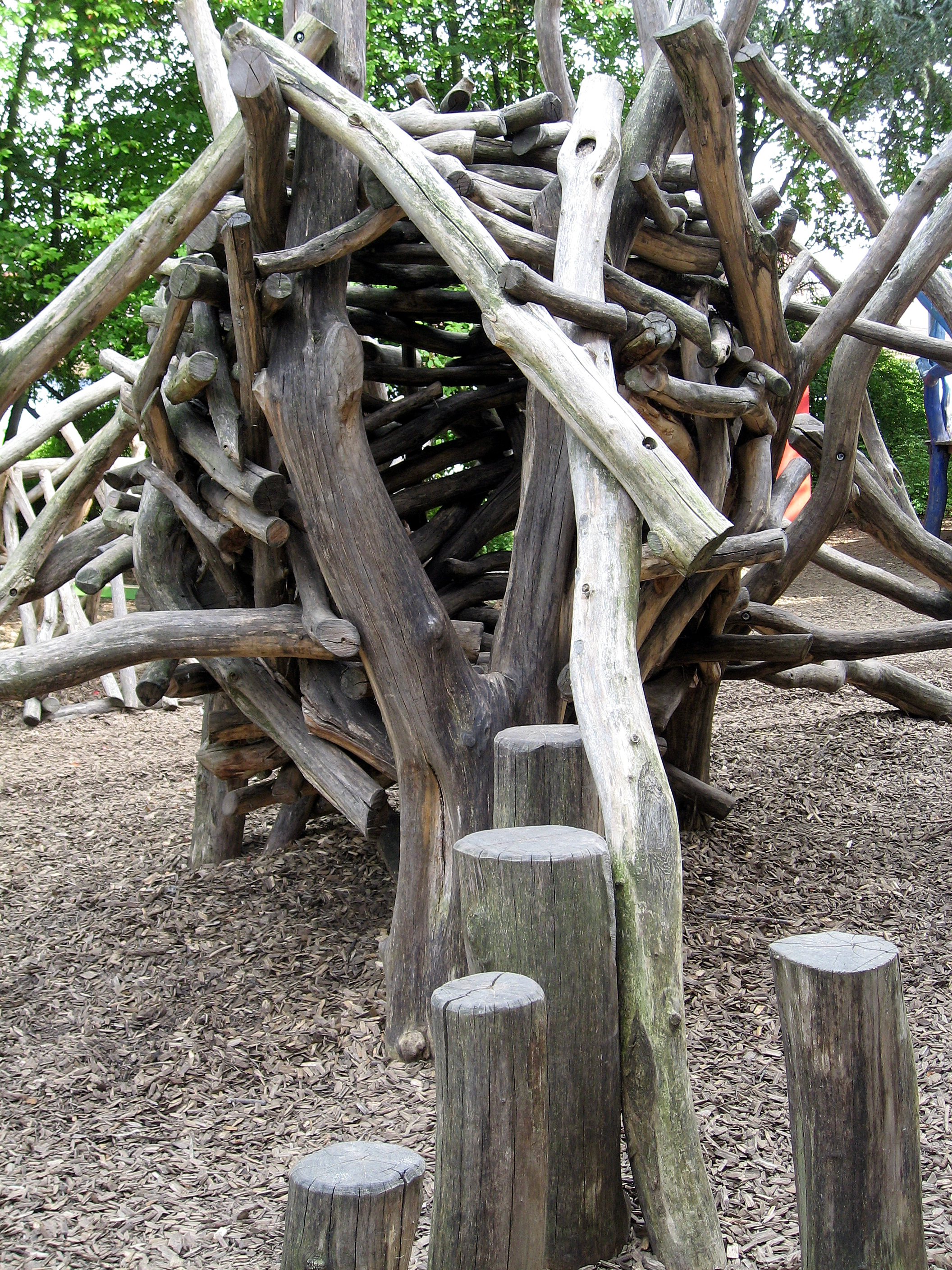
Naturnahe Spielgeräte

An Waldorfschulen werden grundsätzlich alle Prüfungen für die in dem jeweiligen Bundesland möglichen staatlichen Schulabschlüsse angeboten. Das tatsächliche Angebot an Abschlüssen variiert je nach Bundesland und Schule. Die Regelschulzeit an deutschen Waldorfschulen beträgt zwölf Jahre bis zum Waldorfabschluss, dreizehn Jahre bis zum Abitur. Keine der Waldorfschulen in Deutschland hat sich der Verkürzung zu G8 angeschlossen. Im Jahre 2006 erhielten in Deutschland 48 % der ca. 5000 Waldorfschulabgänger das Abitur, 8 % die Fachhochschulreife, 33 % den Realschul- und 7 % den Hauptschulabschluss.
Die meisten Waldorfschulen bieten eine zusätzliche, dreizehnte Jahrgangsstufe an, um die Schüler auf das Abitur oder die Fachhochschulreife vorzubereiten. Statt des waldorftypischen, fachpraktischen Unterrichts erhalten sie einen vertiefenden Unterricht in den abiturrelevanten Fächern. In Bayern, Baden-Württemberg, Hessen, Mecklenburg-Vorpommern, Niedersachsen, Sachsen, Teilen von Hamburg und seit 2008 auch in Nordrhein-Westfalen wird das staatliche Zentralabitur geschrieben. Im Gegensatz zu den öffentlichen Schulen sind für die Abiturnote in den meisten Fächern ausschließlich die Prüfungsergebnisse der Abiturprüfung und nicht die Jahresleistung relevant. Eine Ausnahme bildet Hessen, wo die Klassen 11 bis 13 der Freien Waldorfschulen als gymnasiale Oberstufe staatlich anerkannt sind und darum die Jahresleistungen mit in die Abiturnote einfließen. In Brandenburg besteht in einem Prüfungsfach die Möglichkeit der Portfolioprüfung.
Der so genannte Waldorfschulabschluss kennzeichnet das Ende des auf 12 Jahre ausgelegten pädagogischen Konzepts der Waldorfschulen. Der Waldorfschulabschluss ist in Deutschland, im Gegensatz zu anderen europäischen Ländern, staatlich nicht anerkannt. Es gibt keine Abschlussprüfung im üblichen Sinne, die Bewertung zieht sich als ein modularer Prozess durch die gesamte Oberstufe und umfasst neben einer abschließenden Beurteilung der schulischen Leistungen diverse Praktika (Landwirtschaftspraktikum, Betriebspraktikum, Sozialpraktikum), eine Facharbeit oder die so genannte Jahresarbeit mit einem theoretischen und einem praktischen Teil, die Teilnahme an einem Theaterprojekt der ganzen Klasse, den Eurythmieabschluss und meist auch eine Studienfahrt mit künstlerischer bzw. kunstgeschichtlicher Ausrichtung.

## Rezeption
Die öffentliche und wissenschaftliche Auseinandersetzung mit der Waldorfpädagogik ist von Kontroversen und gegensätzlichen Positionen geprägt. Heiner Ullrich zufolge wird dieser Diskurs über die Pädagogik der Waldorfschulen und ihrer Grundlagen seit langem oftmals einseitig verkürzt geführt. Manche beurteilen sie als in der Praxis sehr erfolgreiche reformpädagogische Alternative zum öffentlichen Schulwesen, wobei von den umstrittenen anthroposophischen Grundlagen abgesehen wird. Andere unterziehen gerade diese ideelle Grundlage einer Fundamentalkritik und schließen eine negative Bewertung der Tragfähigkeit der waldorfschulischen Praxis unmittelbar daran an. Neuere Entwicklungen des fachlich-wissenschaftlichen Diskurses sind insbesondere im von Waldorfpädagogen angeregten Dialog mit Erziehungswissenschaftlern sowie der empirischen Untersuchung über Waldorfschulen zu finden.

### Reformpädagogische Rezeption
Hermann Röhrs prüfte zunächst das Verhältnis von Waldorfschule und Nationalsozialismus und bescheinigt auf dieser Grundlage den heutigen Waldorfschulen, dass sie „Zeugnisse originärer pädagogischer Ideen“ und eine „modellhafte Gestaltungsfähigkeit“ verkörpern. Sie hätten ihr reformpädagogisches Ziel nicht nur gehalten, sondern sogar „weiterentfaltet“. Die „Gedankenwelt“ Steiners müsse als „konstitutives Element der Internationalen Reformpädagogik“ gelten. Hinter den Namen Steiners und anderer Reformpädagogen zeige sich eine Erziehungspraxis mit „menschenbildender Kraft“, die auch von Studierenden und Junglehrern bestätigt werde. Beim Besuch von diesen einschlägig reformpädagogischen Schulen werde greifbar, „wie lebendig die Schularbeit gestaltbar ist und wie vertrauensvoll das Lehrer-Schülerverhältnis sein kann.“ Unter der Kapitelüberschrift: ‚Ausblick: Die Reformpädagogik und ihr utopischer Realitätssinn‘ wird u. a. auch der pädagogischen Praxis der Waldorfschulen bescheinigt, „gegenwärtig noch zu den gestaltungsfähigsten der Erziehungswirklichkeit“ zu gehören.

### Ideologiekritische Rezeption

#### Vorwurf der fehlenden Wissenschaftlichkeit
Kritische Autoren ziehen meist den Wissenschaftsanspruch der Anthroposophie und damit auch die Wissenschaftlichkeit der aus ihr gewonnenen Anthropologie und Pädagogik in Zweifel. Sie kritisieren, Steiner habe Auffassungen vertreten, von denen er behauptete, er habe sie durch hellsichtigen Einblick in höhere Welten gewonnen. Er habe darauf bestanden, dass sie als wissenschaftlicher Methodik genügend zu betrachten seien. Diese Kritiker verneinen das jedoch mit dem Verweis auf die mangelnde intersubjektive Nachprüfbarkeit seiner Behauptungen. Der Weltanschauung Steiners wird von ihnen Pseudowissenschaftlichkeit und vorwissenschaftlicher Dogmatismus vorgeworfen. Die Vertreter der Waldorfpädagogik halten weiter an der theoretischen Fundierung ihrer Arbeit in Steiners Anthroposophie fest.

#### Rassismusvorwürfe
Öffentliches Interesse zieht immer wieder die Debatte um rassistische oder antisemitische Aussagen in Steiners Schriften und stenographierten Vortragszyklen auf sich.
In den Niederlanden gab es 1996 eine öffentliche Diskussion, nachdem an einer niederländischen Schule das Fach ‚Rassenkunde/Völkerkunde‘ in den Lehrplan aufgenommen wurde und ein Mitglied der Anthroposophischen Gesellschaft in einem Radio-Interview problematische Äußerungen Steiners verteidigte.
Die holländische Anthroposophischen Gesellschaft gab daher 1996 eine Untersuchung in Auftrag, Anthroposophie und die Frage der Rassen. Das Gesamtwerk Steiners wurde auf rassistische und diskriminierende Passagen untersucht. Ergebnis dieser Untersuchung war: auf ca. 89.000 Druckseiten wurden insgesamt 62 Stellen beanstandet, „von denen 12 Aussagen, die in den Niederlanden strafbar sein könnten und 50 weiteren Aussagen, die eventuell als diskriminierend aufgefasst werden können“.
Vom ARD-Magazin Report war 2000 berichtet worden, dass das 1936 erschienene Buch des Anthroposophen Ernst Uehli Atlantis und das Rätsel der Eiszeitkunst im Jahr 1998 auf einer Literaturliste für Waldorflehrer entdeckt wurde, obwohl es rassistische Aussagen enthielt. Das Bundesfamilienministerium stellte einen Antrag auf Indizierung. Der Bund der Freien Waldorfschulen entfernte das Buch von der Liste und verbot nach Aussagen des WDR den Lehrern die Verwendung des Buches. Der Schweizer Verlag zog das Buch aus dem Verkehr.
 Reaktion der Waldorfschulen
Am 28. Oktober 2007 veröffentlichte der Bund der Freien Waldorfschulen die von seiner Mitgliederversammlung in Stuttgart verabschiedete sogenannte Stuttgarter Erklärung als Antwort auf die immer wiederkehrende Rassismusdiskussion. In dieser Erklärung beziehen die Waldorfschulen öffentlich Stellung gegen Rassismus, Nationalismus und Diskriminierung. In der Erklärung heißt es unter anderem, die Freien Waldorfschulen seien sich bewusst, „dass vereinzelte Formulierungen im Gesamtwerk Rudolf Steiners nach dem heutigen Verständnis nicht dieser Grundrichtung entsprechen und diskriminierend wirken.“
Der Bund der Freien Waldorfschulen hat sich in der Vergangenheit häufig mit „Gerichtsverfahren, Gegendarstellungsbegehren und Unterlassungsansprüchen“ gegen kritische Berichterstattungen – teils schon im Vorfeld – gewehrt. Waldorfkritische Journalisten und Autoren berichteten unter anderem von Protestaufrufen, Beschimpfungen und Diffamierungen. Helmut Zander folgend, stellten sich die Waldorfschulen „vielfach nolens volens“ den Debatten; der häufige Schritt, Streitigkeiten vor das Gericht zu bringen sei „hinsichtlich einzelner Polemiken nachvollziehbar, [hinterlasse aber] insgesamt den Eindruck, dass sich Waldorfpädagogen mit Kritik weiterhin oft schwertun.“

## Waldorfschulen als Epidemieherde

### Masern
Waldorfschulen bildeten mehrmals das Zentrum von Masernepidemien, weil dort Kinder von Impfgegnern überdurchschnittlich häufig vertreten sind. Im Jahre 2008 ergab eine Studie, dass sie eine besonders anfällige Gruppe für die Ausbreitung der Krankheit bilden. Sechs von neun der großen Masernausbrüche an Schulen und Kindergärten zwischen 2005 und 2009 trafen Waldorf- und Montessori-Einrichtungen in Deutschland, Österreich und der Schweiz. Bei einem Masernausbruch an einer Waldorfschule in Essen im Jahr 2010 stellte das Gesundheitsamt fest, dass dort 41 % der Schüler ungeimpft waren. Bei einem Ausbruch 2013 im Rhein-Erft-Kreis besaßen 43 % der dortigen Schüler einen ausreichenden Impfschutz; landesweit lag die Schutzquote von Schülern anderer Schularten bei rund 95 %. Auch 2010 in Berlin, 2011 in Offenburg, 2018 in Freiburg und 2019 in Biel/Bienne standen entsprechende Schulen im Zentrum von Masernepidemien.

### COVID-19
Laut Bayerischem Kultusministerium war an Waldorfschulen in Bayern die Zahl der Maskenatteste siebenmal so hoch wie an staatlichen Schulen. Nach dem bisher größten Corona-Ausbruch im Regierungsbezirk Freiburg an der Freien Waldorfschule St. Georgen überprüfte im November 2021 das dortige Regierungspräsidium die Maskenatteste der betreffenden Schule, welche ca. 600 Schüler hat. Von den 55 Attesten stellten sich fast alle als ungültig heraus.
Im November 2021 berichtete der Journalist Oliver Rautenberg über eine unterdurchschnittliche COVID-19-Impfquote an Waldorfschulen. Dies liege laut ihm „auch an der anthroposophischen Szene“, die hier stark vertreten sei.
Angesichts dieser Vorfälle und Berichterstattung reagierte der Bund der Freien Waldorfschulen mit einer Reihe von Stellungnahmen.

### Anthroposophische Literatur
- Rudolf Steiner: Die Erziehung des Kindes vom Gesichtspunkte der Geisteswissenschaft. Futurum, Dornach 2011, ISBN 978-3-85636-361-1. (Grundlegender Aufsatz Steiners von 1907)
- Johannes Kiersch: Die Waldorfpädagogik. Eine Einführung in die Pädagogik Rudolf Steiners. Freies Geistesleben, Stuttgart 1970; 13. A. ebd. 2015, ISBN 978-3-7725-2684-8.
- Stefan Leber (Hrsg.): Waldorfschule heute. Einführung in die Lebensformen einer Pädagogik. Freies Geistesleben, Stuttgart 1993; 3. akt. A. ebd. 2001, ISBN 978-3-7725-1221-6.
- Tobias Richter (Hrsg.): Pädagogischer Auftrag und Unterrichtsziele – vom Lehrplan der Waldorfschule. Freies Geistesleben, Stuttgart 2003; 4. erw. A. ebd. 2016, ISBN 978-3-7725-2669-5.
- Irene Groh, Mona Ruef: Erziehung und Unterricht als Präventivmedizin. Medizinische Sektion am Goetheanum, Dornach 2002, ISBN 3-7235-1187-2.
- Rudolf Steiner: Unterricht und Gesundheit. Quellensammlung. Zusammengestellt von Tomas Zdrazil. Edition Waldorf, Stuttgart 2006, ISBN 3-927286-67-2.
- Wenzel M. Götte, Peter Loebell, Klaus-Michael Maurer: Entwicklungsaufgaben und Kompetenzen. Zum Bildungsplan der Waldorfschule. Freies Geistesleben, Stuttgart 2009; 2. A. ebd. 2016, ISBN 978-3-7725-2596-4.
- Peter Selg: Der geistige Kern der Waldorfschule. Verlag des Ita Wegman Instituts, Arlesheim 2009; 4. A. ebd. 2017, ISBN 978-3-9523425-6-5.
- Peter Loebell (Hrsg.): Waldorfschule heute. Eine Einführung. Verlag Freies Geistesleben, Stuttgart 2011, ISBN 978-3-7725-2471-4. (Darstellung aus anthroposophischer Sicht mit Diskussionsbeiträgen zur Frage der Wissenschaftlichkeit der anthroposophischen Grundlagen.)
- Valentin Wember: Was will Waldorf wirklich? Stratosverlag, Tübingen 2019, ISBN 978-3-943731-28-6.

### Erziehungswissenschaftliche Auseinandersetzung
- Heiner Barz, Dirk Randoll, Sylvia Liebenwein: Bildungserfahrungen an Waldorfschulen: Empirische Studie zu Schulqualität und Lernerfahrungen. VS, Wiesbaden 2012, ISBN 978-3-531-18508-8.
- Heiner Barz, Dirk Randoll: Absolventen von Waldorfschulen. Eine empirische Studie zu Bildung und Lebensgestaltung. VS, Wiesbaden 2007, ISBN 978-3-531-15405-3.
- Fritz Bohnsack, Ernst-Michael Kranich (Hrsg.): Erziehungswissenschaft und Waldorfpädagogik. Beltz, Weinheim 1990, ISBN 3-407-34050-8.
- Inge Hansen-Schaberg (Hrsg.): Reformpädagogische Schulkonzepte. Band 6: Waldorf-Pädagogik. Schneider, Baltmannsweiler 2002. (2. erg. A. ebd. 2006, ISBN 3-8340-0042-6)
- Otto Hansmann (Hrsg.): Pro und Contra Waldorfpädagogik. Königshausen & Neumann, Würzburg 1987, ISBN 3-88479-263-6.
- Ulrike Luise Keller: Quereinsteiger. Wechsel von der staatlichen Regelgrundschule in die Waldorfschule. VS, Wiesbaden 2008, ISBN 978-3-531-16364-2.
- Heiner Ullrich: Autorität und Schule. Die empirische Rekonstruktion der Klassenlehrer-Schüler-Beziehungen an Waldorfschulen. VS, Wiesbaden 2007, ISBN 978-3-531-15359-9.
- Heiner Ullrich: Waldorfpädagogik und okkulte Weltanschauung. Juventa, Weinheim 1986, ISBN 3-7799-0664-3.
- Stephan Geuenich: Die Waldorfpädagogik im 21. Jahrhundert. Eine kritische Diskussion. Lit, Berlin u. a. 2009, ISBN 978-3-643-10347-5.

### Sonstige kritische Literatur
- Peter Bierl: Wurzelrassen, Erzengel und Volksgeister. Konkret Literatur, Hamburg 1999, ISBN 3-89458-171-9.
- Rüdiger Iwan: Die neue Waldorfschule. Ein Erfolgsmodell wird renoviert. Rowohlt, Reinbek 2007, ISBN 978-3-498-03228-9.
- Sybille-Christin Jakob, Detlef Drewes: Aus der Waldorfschule geplaudert. Warum die Steiner-Pädagogik keine Alternative ist. 2., überarbeitete Auflage. Alibri, Aschaffenburg 2004, ISBN 3-932710-84-3.
- Susanne Lippert: Steiner und die Waldorfpädagogik. Mythos und Wirklichkeit. Luchterhand, Berlin 2001, ISBN 3-472-04754-2.
- Klaus Prange: Erziehung zur Anthroposophie. Klinkhardt, Bad Heilbrunn 1985. (3. erg. A. ebd. 2000, ISBN 3-7815-1089-1)
- Paul-Albert Wagemann, Martina Kayser: Wie frei ist die Waldorfschule? Heyne, München 1996, ISBN 3-453-09147-7.
- Irene Wagner: Rudolf Steiners langer Schatten. Die okkulten Hintergründe von Waldorf & Co. Alibri, Aschaffenburg 2013, 2. korr. A., ISBN 978-3-86569-069-2.